# Spilasma utaca
Spilasma utaca är en spindelart som beskrevs av Levi 1995. Spilasma utaca ingår i släktet Spilasma och familjen hjulspindlar.
Artens utbredningsområde är Peru. Inga underarter finns listade i Catalogue of Life.